# آیونیک
آیونیک (انگلیسی: Ioniq) شرکت خودروسازی کره‌ای است، که در سال ۲۰۲۰ توسط شرکت هیوندای موتور تأسیس شد.